# Arne Dahl: Ont blod
Arne Dahl: Ont blod är den andra TV-filmen som bygger på författaren Arne Dahls kriminalromaner om A-gruppen från 2011. SVT visade den i två avsnitt hösten 2012.

## Handling
En amerikansk seriemördare befinner sig ombord på ett plan på väg från New York till Stockholm. Samtidigt hittas en svensk brutalt mördad på Newarks flygplats. Mördaren tar sig med förtäckt identitet förbi polisen på Arlanda flygplats och Sverige har importerat sin första amerikanska seriemördare. A-gruppen famlar till en början i blindo, precis som FBI gjort under många år. Kopplingarna till offret på Newark är obefintliga men när mördandet börjar på nytt, på svensk mark, och man vänt ut och in på utredningen från FBI så växer en lika komplex som obehaglig bild av förövaren fram.

## Rollista
- Malin Arvidsson – Kerstin Holm
- Irene Lindh – Jenny Hultin
- Claes Ljungmark – Viggo Norlander
- Shanti Roney – Paul Hjelm
- Magnus Samuelsson – Gunnar Nyberg
- Matias Varela – Jorge Chaves
- Niklas Åkerfelt – Arto Söderstedt
- Frida Hallgren – Cilla Hjelm
- Bisse Unger – Danne Hjelm
- Kristoffer Stålbrand - Lamar